# Lake District
Lake District, også kaldet Lakeland eller The Lakes, er en bjergrig region i det nordvestlige England. Området er kendt for sine søer og bjerge, og det er et populært rekreativt ferieområde, der kulturelt er blevet prist af de såkaldte Lake Poets med William Wordsworth i spidsen. 
Centralt i området og også mest besøgt er Lake District National Park, som blev udnævnt til nationalpark i 1951. Det er den største af England og Wales' i alt 13 nationalparker, og er i Storbritannien kun overgået af Cairngorms National Park i Skotland. Området ligger i Cumbria County. Englands højeste bjerge ligger i Lake District National Park, herunder Scafell Pike, der med sine 978 meter er det højeste punkt i England. I parken finder man desuden de dybeste og de længste søer i England.

## Geografi
Landskabet er opstået som følge af gletchernes bevægelser unde gentagne istider, hvoraf den seneste sluttede for omkring 10.000 år siden. Et af resultaterne er en række karakteristiske U-formede dale, som for manges vedkommende nu er blevet til de søer, der har givet området sit navn. De højere fjelde ("fell") er præget af klipper, mens de lavere består af åbne hedeområder, der i stor udstrækning er dækket af bregner og lyng. Under trægrænsen findes der oprindelige egeskove sammen med kulturskove med fyr fra plantet i 1900-tallet. Det regner meget, og store områder har præg af mose. 
Lake District er omtrent 55 kilometer i øst-vestlig retning og dækker et areal på 2.292 kvadratkilometer. Bjergene i området på over 900 meter er Scafell Pike på 978 m, Scafell 965 m, Helvellyn 951 m, Skiddaw 931 m, Great End 910 m og Bowfell 902 m. De største søer er Windermeer på 14,8 km2, Ullswater 8,9 km2, Derwent Water 5,4 km2 og Bassenthwaite Lake 5,3 km2, Coniston Water 4,7 km2 og de dybeste er Wastwater med 76 meter, Windermeer med 64 meter og Ullswater med 63 meter.

## Klima
Lake Districts placering på nordvestkysten af England samt de høje bjerge gør regionen til den fugtigste i England med en gennemsnitlig nedbørsmængde over landets gennemsnit. Visse områder får i gennemsnit omkring 3.200 millimeter nedbør om året, men der er store forskelle mellem vest og øst. I et ubeboet område mod vest er der målt op til 5.500 millimeter årligt, mens der yderst mod øst er områder, hvor der falder under 1.000 millimeter om året. Generelt falder der mest nedbør om efteråret og vinteren, mens sommeren er tørrest. 
Området er ret blæsende, idet dog flere af dalene beskytter mod stærk blæst og derfor ikke oplever mere end en håndfuld dage med storm om året. De kystnære områder har storm omkring 20 dage årligt, mens det cirka 200 dage årligt er stormfuldt på bjergtoppene. 
Placeringen ved kysten betyder relativt beskedne temperaturudsving i løbet af året. Gennemsnitstemperaturen i dalene går mellem 3 °C i januar og 15 °C i juli.
De relativt lave bjerge medfører, at skønt det normalt sner om vinteren, så kan man komme ud for at se snefrie bjergtoppe på alle tidspunkter af året. Når der falder sne, sker det normalt i perioden november-april, og på et bjerg som Helvellyn sner det i gennemsnit 67 dage om året; i sammenligning hermed sner det 20 dage årligt i gennemsnit i dalene. 

## Dyre- og planteliv
Regionen huser det største antal af dyre- og plantearter i England, hvoraf nogle arter kun findes her. Almindeligt egern er hjemmehørende her lige som soldug og blærerod, to af ganske få kødædende planter, der findes i England. I to søer lever den sjældne vendace (Coregonus vandesius), som hører til familien af laksefisk. En anden laksefisk, som på engelsk kaldes for schelly (Coregonus stigmatica), findes i fire af områdets søer, mens arktisk fjeldørred (Salvelinus alpinus) er udbredt i lidt flere søer.
For at beskytte de sjældneste arter er der i de senere år sket ændringer i reglerne for lystfiskeri, så ferskvandsfisk ikke længere må benyttes som madding, hverken i levende eller død form.

## Erhverv
I stenalderen var der en stor produktion af stenøkser i Lake District, og der er fundet økser herfra over det meste af landet. Siden romertiden har landbrug, især fåreavl, været områdets vigtigste erhverv. Fåreavlen er fortsat betydningsfuld, ikke alene af økonomiske årsager, men også som en måde at bevare hedelandskabet på. Foruden landbrug er der større områder med skovbrug, især plantager med indførte fyr.
I en periode i historien, primært mellem det 1500- og 1800-tallet, har man udvundet kobber, bly, grafit og skifer. Minedriften er i dag svundet ind, men man bryder stadig skifer i området. Som et udspring af grafitudvindingen har der i en periode også været produktion af blyanter i Keswick.
Turisme er nu den største indtægtskilde, og det er med etableringen af M6-motorvejen langs den østlige side af Lake District blevet nemmere for turister at komme til området. Etableringen af Lake District National Park i 1951 betød både en beskyttelse af de naturoplevelser, som turisterne kommer for at se, og gav bedre adgang for besøgende. I de senere år har det årlige turisttal ligget omkring 14 millioner, hvoraf langt de fleste kommer fra Storbritannien. Desuden er der mange besøgende fra Kina, Japan, Tyskland, Spanien og USA. De mange turister slider på naturen, og der bruges millioner af pund på at udbedre disse skader.